# Rastrineobola argentea
Rastrineobola argentea là một loài cá vây tia trong họ Cyprinidae, là thành viên duy nhất của chi Rastrineobola. Nó được tìm thấy ở the hồ Victoria ở Kenya, Tanzania, và Uganda. Những tên địa phương của nó là omena (Kenya), dagaa (Tanzania) and mukene (Uganda).
Nhờ loài này bơi nhanh nên nó không bị de dọa bởi loài cá săn mồi Lates niloticus (cá rô sông Nile) dã du nhập vào hồ Victoria trong thập niên 1950. Nó không được xem là loài bị de dọa bởi IUCN.